# Уесуґі Кійоко
Уесуґі Кійоко (*上杉清子 бл. 1270  —20 січня 1343) — середньовічна японська поетеса кінця періоду Камакура й початку доби Муроматі. Мати першого сьогуна з роду Асікаґа — Асікаґа Такаудзі.

## Походження
Походила із знатного роду Уесуґі, що вів родовід від роду Кадзюдзі, однієї з гілок Північних Фудзівара. Кадзюдзі походили від Фудзівара но Йосікадо, сина Фудзівара но Фуюцуґу. Дід Кійоко — Кадзюдзі Сіґефуса був одним з прихильників сьогуна — принца Мунетака, за що отримав маєтність Уесуґі в провінції Тамба. В подальшому змінив прізвище на Уесуґі Сіґефуса. Залишався більш близьким до імператорської династії ніж до сіккенів з роду Ходзьо. Саме Уесуґі Сіґефуса заклав традицію шлюбів з кланом Асікаґа.

## Життєпис
Кійоко була донькою Уесіґе Йорісіґе, куродо палацу Нйоін і особистим слугою Ейанмон-ін, старшої доньки імператора Дзюнтоку. за різними версіями народилася в родинному маєтку Уесуґі, Камакурі або Кіото. Здобула чудову освіту, захоплювалася філософією та літературою. З невідомих причин пізньо вийшла заміж. За традицією її чоловіком став представник старшої гілки клану Асікаґа — Садаудзі. Стала сокусіцу (другою дружиною), оскільки голови клану Асікага повинні були одружуватися на представницях клану Ходзьо.
У 1305 році народила первістка. Разом з чоловіком часто подорожувала з Камакури до Кіото, а також до родинних земель клану чолвоіка й свого батька. Багато листувалася зі знайомими й родичами, виховувала синів (другий син Тадайосі народився 1306 року). Сприяла старшому синові Тадаудзі в набуті статуса спадкоємця голови клану Асікага, коли 1317 року раптово помер Такайосі, син чоловіка від старшої дружини, незважаючи на те, що у Тайосі було вже 2 сина.
У 1320-х роках мешкала разом з чоловіком в провінції Кадзуса, де того було призначено губернатором. Також відвідувала найвідоміші буддистські монастирі. 1331 року помирає асікага Садаудзі. Кійоко перебирається до родинного маєтку, де перечекала події реставреції Кемму, коли було повалено Камакурський сьогунат.
У 1336 році на запрошення синів перебирається до Кіото. На той час старший з них стає сьогуном. тут захоплюється дзен-буддизмом, а 1339 року приймає постриг. Незабаром затоваришувала з колишньою імператрицею Сенсеймон-ін, удовою померлого імператора Коґона, яка також стала черницею. В останні роки життя мешкала у монастирі Тондзіін в північній частині Кіото. Тут й померла 1343 року.

## Творчість
Складала вірші-вака, що увійшли до імператорської поетичної антології «Фуґа вака-сю» («Збірка витончених японських пісень»), 1337 року до поетичногот покажчика «Вака сакуса буруі».
Її листи містять цікаву інформацію про вище самурайське суспільство в період буремних років занепаду роду Ходзьо й піднесення клану Асікага. Також є відомості про рід Уесугі, перебіг політичних подій, важливі битви.